# Mago (animal)
Mago es un género de arañas araneomorfas de la familia Salticidae. Se encuentra en Sudamérica.   

## Lista de especies
Según The World Spider Catalog 12.5::
- Mago acutidens Simon, 1900
- Mago chickeringi (Caporiacco, 1954)
- Mago dentichelis Crane, 1949
- Mago fasciatus Mello-Leitão, 1940
- Mago fonsecai Soares & Camargo, 1948
- Mago intentus O. Pickard-Cambridge, 1882
- Mago longidens Simon, 1900
- Mago opiparis Simon, 1900
- Mago pauciaculeis (Caporiacco, 1947)
- Mago procax Simon, 1900
- Mago saperda Simon, 1900
- Mago silvae Crane, 1943
- Mago steindachneri (Taczanowski, 1878)
- Mago vicanus Simon, 1900